# Bukovac Perjasički
Bukovac Perjasički je naselje u Republici Hrvatskoj, u sastavu grada Slunja, Karlovačka županija. 

## Stanovništvo
Prema popisu stanovništva iz 2001. godine, naselje je imalo 10 stanovnika te 7 obiteljskih kućanstava.

Prema popisu stanovništva 2011. godine naselje je imalo 3 stanovnika.
| broj stanovnika | 118   | 157   | 165   | 152   | 143   | 146   | 118   | 130   | 109   | 112   | 92    | 82    | 52    | 26    | 10    | 3     | 1     |
|                 | 1857. | 1869. | 1880. | 1890. | 1900. | 1910. | 1921. | 1931. | 1948. | 1953. | 1961. | 1971. | 1981. | 1991. | 2001. | 2011. | 2021. |